# Fedorovsky (huyện của Saratov)
Huyện Fedorovsky (tiếng Nga: ? райо́н) là một huyện hành chính tự quản (raion), của Tỉnh Saratov, Nga. Huyện có diện tích 2579 kilômét vuông, dân số thời điểm ngày 1 tháng 1 năm 2000 là 23900 người. Trung tâm của huyện đóng ở Mokrous.